# Early Morning Wake Up Call
Early Morning Wake Up Call är ett musikalbum av Flash and the Pan som släpptes 1984 på skivbolaget Epic Records.

## Låtlista
1. Early Morning Wake Up Call
2. Communication Breakdown
3. Barking At The Moon
4. Downtown Too Long
5. Opera Singers
6. Midnight Man
7. On The Road
8. Look At That Woman Go
9. Fat Night
10. Believe In Yourself
11. Early Morning Wake Up Call (Extended Bonus Version)